# Daimi Pernia
Daimi Pernia (Cuba, 27 de diciembre de 1976) es una atleta cubana, especialista en la prueba de 400 m vallas, en la que ha logrado ser campeona mundial en 1999.

## Carrera deportiva
En el mundial de Sevilla 1999 ganó la medalla de oro en los 400 m vallas, llegando a la meta por delante de la marroquí Nezha Bidouane y la jamaicana Deon Hemmings.
Dos años después, en el Mundial de Edmonton 2001 volvió a ganar una medalla en la misma prueba, en esta ocasión la de bronce, tras la marroquí Nezha Bidouane y la rusa Yuliya Pechonkina.